# Ewa Młynarczyk
Ewa Młynarczyk – polska polonistka, językoznawczyni, doktor habilitowana, profesor w Katedrze Lingwistyki Kulturowej i Komunikacji Społecznej Uniwersytetu Pedagogicznego im. Komisji Edukacji Narodowej w Krakowie.
W latach 2006–2009 pełniła funkcję wicedyrektora Instytutu Filologii Polskiej ds. studenckich. W roku akademickim 2016/2017 była dyrektorem tego instytutu. Sprawowała również obowiązki prodziekana Wydziału Filologicznego (2014–2016).
W 2013 wzięła udział w konferencji zorganizowanej z okazji jubileuszu 650-lecia wsi Kasina Wielka. Przedstawiła referat Obraz młynarstwa w księgach gromadzkich wsi Kasina Wielka.
Należy do Polskiego Towarzystwa Językoznawczego i Towarzystwa Miłośników Języka Polskiego. Działa w Sekcji Frazeologicznej Komisji Językoznawstwa Polskiej Akademii Nauk.
Interesuje się lingwistyką kulturową, komunikacją językową, frazeologią i paremiologią, leksykologią w ujęciu historycznym, nazewnictwem (zwłaszcza chrematonimią, jak również stylistyką i strukturą tekstu). Zajmuje się między innymi badaniem historii rzemiosła polskiego utrwalonej w języku. 
Wydała dwie książki monograficzne: Polskie słownictwo handlowe XVI i XVII wieku (na materiale krakowskich ksiąg miejskich i lustracji królewszczyzn) (Kraków 2010) i „Nie święci garnki lepią”. Obraz rzemiosła utrwalony w polskiej frazeologii (Kraków 2013). Jest też autorką wielu artykułów. Redaguje pismo „Annales Academiae Pedagogicae Cracoviensis. Studia Linguistica”.